# Palani
Palani es una ciudad y municipio situada en el distrito de Dindigul en el estado de Tamil Nadu (India). Su población es de 70467 habitantes (2011). Se encuentra a 56km de Dindigul y 98 km de Coimbatore.

## Demografía
Según el censo de 2011 la población de Palani era de 70467 habitantes, de los cuales 34827 eran hombres y 35640 eran mujeres. Palani tiene una tasa media de alfabetización del 86,93%, inferior a la media estatal del 80,09%: la alfabetización masculina es del 92,26%, y la alfabetización femenina del 81,75%.